# Halina Jabłońska
Halina Jabłońska ps. „Barbara”, „Danuta”, „96” (ur. 2 grudnia 1915 w Częstochowie, zm. 8 lutego 1996 w Verdelais) – polska działaczka niepodległościowa i wojskowa, działaczka Młodzieży Wszechpolskiej, komendantka Narodowej Organizacji Wojskowej Kobiet, kapitan Armii Krajowej i zastępczyni dowódcy Wojskowej Służby Kobiet, uczestniczka powstania warszawskiego, dama orderów Krzyża Walecznych i Srebrnego Krzyża Zasługi z Mieczami.

## Życiorys
Urodziła się w Częstochowie. Była córką inż. Henryka Jabłońskiego i jego żony Zofii. Egzamin maturalny zdała w 1934 roku. Następnie rozpoczęła studia historyczne na Uniwersytecie Jagiellońskim, które ukończyła w 1938 roku. Była aktywnym działaczem Młodzieży Wszechpolskiej. 25 maja 1938 roku na zebraniu Stowarzyszenia Byłych Studentek UJ „Jedność” wygłosiła referat wprowadzający, w którym domagała się, w imieniu organizacji, wprowadzenia klauzuli numerus nullus czyli zakazu przyjmowania Żydów na Uniwersytet Jagielloński.
Po rozpoczęciu niemieckiej okupacji powróciła do Częstochowy, gdzie związała się z narodowym odłamem ruchu oporu. Od grudnia 1939 roku do maja 1940 roku pracowała jako sekretarka w kopalni w Konopiskach, pozostając jednocześnie członkiem podziemnej komórki sabotażowej. Następnie przeniosła się do Warszawy . Przedwojenna znajomość z Władysławem Jaworskim umożliwiła jej wstąpienie w szeregi Narodowej Organizacji Wojskowej. Do sierpnia 1944 roku  była łączniczką Jaworskiego i jego współpracownicą w ramach Wydziału Organizacyjnego i Łączności Organizacyjnej Zarządu Głównego Stronnictwa Narodowego i Komendy Głównej NOW. Do jej obowiązków należała m.in. współpraca z siecią kurierską i kolportażową SN i NOW oraz utrzymywanie kontaktów z Wydziałem Łączności Konspiracyjnej Komendy Głównej ZWZ/AK (m.in. w sprawach dotyczących łączności radiowej i kurierskiej z rządem w Londynie) . Ponadto współuczestniczyła w redagowaniu pisma „Walka” oraz przechowywała archiwum organizacyjne SN .
W kwietniu lub sierpniu  1943 roku została mianowana komendantką Narodowej Organizacji Wojskowej Kobiet. Piastując to stanowisko, zreorganizowała i usprawniła centralę oraz terenowe struktury NOWK. Podczas rozłamu w podziemnym ruchu narodowym opowiedziała się za scaleniem z AK i tym samym zapobiegła odejściu większości członkiń NOWK do Pomocniczej Służby Kobiet NSZ. W lipcu 1944 roku wraz z blisko 8 tys. podkomendnych podporządkowała się Wojskowej Służbie Kobiet AK, obejmując jednocześnie stanowisko II zastępczyni dowódcy WSK.
W czasie powstania warszawskiego służyła na Starym Mieście, a następnie w Śródmieściu Północnym. Organizowała zaplecze kwatermistrzowskie i sanitarne dla walczących oddziałów, była także łączniczką kanałową . 30 września 1944 roku otrzymała stopień kapitana AK. Po upadku powstania, na rozkaz dowódcy WSK Marii Wittek, udała się do niemieckiej niewoli, aby sprawować opiekę nad najmłodszymi dziewczętami-jeńcami .
Jako jeniec przebywała w Stalagu XI B Fallingbostel, Oflagu XI B/z w Bergen-Belsen oraz w Stalagu VI C Oberlangen. W tym ostatnim obozie pełniła funkcję zastępcy komendantki polskich kobiet-jeńców . 12 kwietnia 1945 roku została wraz z innymi jeńcami obozu w Oberlangen wyzwolona przez żołnierzy 1 Dywizji Pancernej gen. Maczka.
Trzy miesiące po wyzwoleniu udała się do Włoch, gdzie wstąpiła w szeregi 2 Korpusu Polskiego gen. Andersa. Od jesieni 1946 roku przebywała natomiast w Wielkiej Brytanii jako żołnierz Polskiego Korpusu Przysposobienia i Rozmieszczenia . Po demobilizacji, która nastąpiła w czerwcu 1948 roku, przeniosła się do Francji, gdzie krótko pracowała jako kelnerka. Później wraz z drugim mężem mieszkała przez pewien czas w Algierii, po czym oboje powrócili do Francji. Zmarła 8 lutego 1996 roku w Verdelais w Akwitanii. Spoczywa na cmentarzu w Ambarès-et-Lagrave .

### Życie prywatne
W 1939 roku poślubiła Leona Ter-Oganiana, po wojnie aktywnego działacza społeczności ormiańskiej w Polsce. Małżeństwo zakończyło się rozwodem .
W 1948 roku poślubiła Guya Chotarda, francuskiego pilota i członka Résistance. Z ich związku narodziło się czworo dzieci .

## Odznaczenia
- Krzyż Walecznych[5]
- Srebrny Krzyż Zasługi z Mieczami[5]